# Skydevåben
Skydevåben er en fællesbetegnelse for følgende våbentyper
- harpun, bue og pil
- gevær, karabin, riffel, maskinpistol, maskingevær, stormgevær, haglgevær, repetérriffel, snigskytteriffel, let maskingevær, automatriffel, forladegevær og musket
- pistol og revolver
- kanoner og maskinkanoner

Også mere moderne og langtrækkende våben som missiler, raketter, granater og bomber indgår i begrebet.
Fælles for alle disse våbentyper er at de virker ved at et projektil affyres på afstand.

| Våben | Spire Denne artikel om våben er en spire som bør udbygges. Du er velkommen til at hjælpe Wikipedia ved at udvide den. |